# Megachilidae
Famille
Les mégachilidés (Megachilidae) sont une famille d'abeilles souvent trapues, très velues ou presque pas. 

## Description

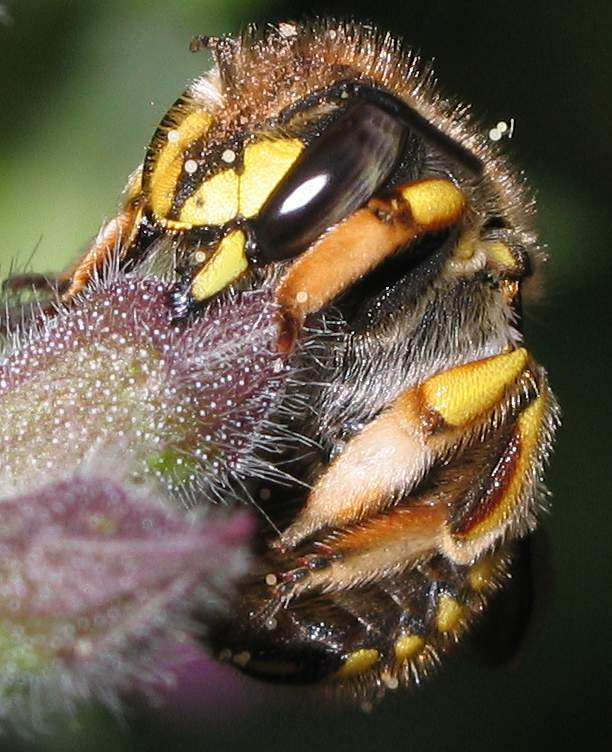

Les mégachilidés (ici Anthidium manicatum) sont souvent velus et dotés d'un organe ventral leur permettant de faire une réserve de pollen ; ils possèdent de solides mandibules.
La particularité des femelles est de posséder une structure de récolte (scopa) sous l'abdomen, que l'on nomme brosse ventrale. Pour récolter le pollen, elles le brossent énergiquement pour l'amasser sous le ventre et se tiennent donc souvent l'abdomen relevé.
Le genre Megachile compte les "abeilles coupeuses de feuilles" et les Megachile pluto (ou abeilles de Wallace) qui sont les plus grosses abeilles du monde.

## Mode de vie

### Cleptoparasitisme
Certains genres de cette famille sont cleptoparasites, c'est-à-dire qu'ils pondent leurs œufs dans le nid d'autres espèces. Ces abeilles coucou parasitent généralement des genres proches phylogénétiquement.
| Parasite        | Hôtes                                |
| --------------- | ------------------------------------ |
| Coelioxys       | Megachile, Osmia                     |
| Stelis          | Osmia, Hoplitis, Anthidium, Heriades |
| Dyoxis          |                                      |
| Radoszkowskiana |                                      |

## Classification
Sous-famille Fideliinae :
- Tribu Fideliini Cockerell, 1932
- Tribu Pararhophitini Popov, 1949

Sous-famille Megachilinae :
- Tribu Anthidiini Ashmead, 1899 - genres : Anthidium,  Stelis, Trachusa
- Tribu Dyoxini Cockerell, 1902 - genre : Dyoxis
- Tribu Lithurgini Newman, 1834 - genre : Lithurgus
- Tribu Megachilini Latreille, 1802 - genres : Coelioxys, Megachile
- Tribu Osmiini Newman, 1834 - genres : Chelostoma, Heriades, Hoplitis, Osmia